# Volo Scandinavian Airlines 751
Il volo Scandinavian Airlines 751 era un volo passeggeri da Stoccolma, Svezia, a Varsavia, Polonia, con scalo a Copenaghen, Danimarca. Il 27 dicembre 1991, un McDonnell Douglas MD-81 che operava su tale tratta, fu costretto ad effettuare un atterraggio di emergenza in un campo vicino a Gottröra, in Svezia. Uno strato di ghiaccio si formò sul lato interno delle ali (vicino alla fusoliera) prima del decollo e, rompendosi durante la salita, finì nei motori, causandone prima la sovratensione e poi lo spegnimento. Tutti i 129 occupanti sopravvissero.
L'incidente è noto come l'incidente di Gottröra (svedese: Gottrörakraschen) o il miracolo di Gottröra (svedese: Miraklet i Gottröra) in Svezia.

## L'aereo
L'aeromobile era un McDonnell Douglas MD-81, registrato OY-KHO, con numero di serie 53003 e numero di linea 1844. Effettuò il suo primo volo il 16 marzo 1991 e fu consegnato alla SAS il 10 aprile 1991. Al momento del incidente, l'aereo era in servizio da soli 9 mesi. Era alimentato da due motori turboventola Pratt & Whitney JT8D.

## L'incidente
L'aereo arrivò all'aeroporto di Stoccolma-Arlanda la sera precedente all'incidente dopo un volo da Zurigo, Svizzera, e rimase parcheggiato durante la notte a temperature comprese tra 0 e 1 °C. Circa 2500 chilogrammi di combustibile non utilizzati furono lasciati nei serbatoi delle ali, e si raffreddarono. Per questo motivo, sul lato superiore delle ali si formò uno strato di ghiaccio trasparente, non rilevato dall'ispezione visiva compiuta dai piloti. Il velivolo fu sbrinato con 850 litri di fluido antigelo, ma il personale di terra non ricontrollò la presenza di strati residui di ghiaccio.
Il jet partì da Stoccolma alle 08:47. Poco dopo il decollo, pezzi di ghiaccio, di dimensioni consistenti, si ruppero e finirono contro le ventole di entrambi i motori, deformandole sufficientemente per disturbare il flusso d'aria verso i compressori. Questo causò malfunzionamenti. I piloti intuendo che i compressori fossero in stallo ridussero la potenza ma l'ATR (spiegato in seguito) aumentò i giri al 110%. I carichi elevati causati dalle ripetute sovratensioni ai motori portarono rapidamente alla loro rottura.
Dal punto di vista dei piloti, dopo 25 secondi di volo furono notati rumori e vibrazioni a causa delle sovratensioni al motore n.2. L'equipaggio rispose rallentando leggermente, ma il sistema automatico "ATR" (ripristino automatico della spinta) che era stato creato per impedire ai piloti di ridurre pericolosamente la spinta per il quale SAS non aveva addestrato a sufficienza i piloti, aumentò la potenza in risposta alla diminuzione di potenza comandata dai piloti. Di conseguenza, i picchi del motore continuarono. Il capitano della SAS Per Holmberg, a bordo come passeggero, notò i problemi e si affrettò verso l'abitacolo per assistere l'equipaggio. Il motore n.1 cominciò a mostrare malfunzionamenti 39 secondi dopo, ed entrambi si guastarono completamente dopo 76 e 78 secondi di volo, ad un'altitudine di 3 220 piedi (980 m).
I piloti risposero alla perdita di entrambi i motori facendo abbassare un po' l'aereo prima di livellarlo, cercando di farlo planare il più a lungo possibile. Richiesero un ritorno all'aeroporto di Arlanda e tentarono le procedure di riavvio dei motori che però portarono ad un incendio al motore sinistro e con l'aeromobile che stava emergendo dalle nuvole a 270 m di altitudine, scelsero un campo nella foresta, vicino a Vängsjöbergs säteri a Gottröra, nell'Uppland, per un atterraggio di emergenza immediato.
Durante la discesa finale, il velivolo colpì diversi alberi, perdendo gran parte dell'ala destra. Impattò con il terreno prima con la coda, scivolando per 110 metri, spezzandosi in tre parti prima di fermarsi. 25 persone rimasero ferite, 2 delle quali gravemente, ma non ci furono vittime. Il carrello sotto il naso dell'aereo si distrusse. Il McDonnell Douglas MD-81 fu determinato essere stato danneggiato in modo irreparabile e fu demolito.
L'equipaggio, e in particolare il capitano Rasmussen, furono elogiati per l'abile atterraggio di emergenza in una situazione in rapido sviluppo, potenzialmente fatale.  Dichiarò di essere orgoglioso del suo equipaggio e molto sollevato dal fatto che tutti fossero sopravvissuti. Scelse di non tornare a pilotare aerei commerciali.

## Le indagini
Secondo il rapporto ufficiale dello Swedish Accident Investigation Board (SHK), il problema della formazione di ghiaccio sulle ali su questo tipo di aeromobile era un fenomeno ben noto al momento dell'incidente. Dal 1985 in poi, McDonnell Douglas aveva fornito ampie delucidazioni, tra cui diverse "All Operators Letters" che affrontavano tale problema. Nella "All Operators Letters" del 14 ottobre 1986, le compagnie venivano informate del modo in cui Finnair, operatore finlandese, aveva risolto tale inconveniente. Nel 1988 e nel 1989, McDonnell Douglas organizzò "Conferenze tematiche" riguardanti la questione della formazione di ghiaccio; SAS ne aveva preso parte.
Il 26 ottobre 1991, SAS distribuì un "Flight Deck Bulletin / Winterization" a tutti i piloti. Dichiarava: "È responsabilità del pilota in carica controllare l'aeromobile per verificare la presenza di ghiaccio o neve che potrebbe influire sulle prestazioni" e nella sezione "Clear Ice" osservava "sebbene l'attenzione posta durante manutenzione sia perlopiù buona, la responsabilità che l'aeromobile venga fisicamente ispezionato mediante un controllo del lato superiore dell'ala spetta nuovamente al pilota. Un controllo visivo da una scala o da terra non è sufficiente".
Un altro contributo all'incidente fu l'addestramento insufficiente fornito all'equipaggio: non c'era simulatore o altro tipo di addestramento che riproduceva il problema di recupero dopo continue sovratensioni ai motori. In secondo luogo, i piloti non furono informati del sistema di spinta automatico (ripristino automatico della spinta o ATR). La ragione di questo era dovuta al fatto che nemmeno SAS lo conosceva. Tuttavia, l'ATR era stato descritto nei manuali dal costruttore dell'aeromobile che ogni operatore è tenuto a conoscere. Anche se il sistema era stato sviluppato per essere utilizzato in procedure non applicate da SAS, uno studio sufficientemente attento dei manuali avrebbe dovuto portare la compagnia a notarlo e addestrare i piloti nella sua funzione.
Le conclusioni riportate nel final report conclusero che:
Nella sezione "guasti al compressore" viene scritto:
Tuttavia, il sistema ATR impedì ai piloti di eseguire con successo la normale misura correttiva per arrestare lo stallo del compressore, vale a dire il rallentamento dei motori, poiché tale sistema - progettato per impedire ai piloti di usare una spinta inferiore a quella normale durante il decollo per motivi di riduzione del rumore - ripristinò la potenza a quella di decollo, ovvero quella massima, in contrasto con i comandi dati alle manette dai piloti. Ciò danneggiò i motori fino a quando, alla fine, guastarono completamente.

## Cultura di massa
L'incidente del volo Scandinavian Airlines 751 è descritto nel terzo episodio della stagione 10 della serie televisiva Indagini ad alta quota. L'episodio si intitola "Motori in fiamme".